# Amir Khan Muttaqi
Amir Khan Muttaqi, född 1970, är en afghansk politiker och taliban. Sedan 2021 innehar han posten som Afghanistans utrikesminister. Han var också minister i den föregående talibanregimen i Afghanistan, 1996–2001, då som informations- och kulturminister. 

## Tal och framträdanden

### 2021
Den 11 oktober 2021 arrangerade Center for Conflict and Humanitarian Studies (CHS) en livesänd debatt mellan Amir Khan Muttaqi, talibanregimens utrikesminister, och Sultan Barakat, professor och grundare av CHS. Muttaqi berörde i sitt anförande USA:s tillbakadragande, det efterföljande maktvakuumet och den tilltagande instabiliteten i Kabul. Men att talibanerna nu återställde ordning och säkerhet. Han framförde också att taliban-regimen vill ha "positiva relationer med hela världen" och "balanserade internationella relationer". Han framförde också att Kabul, dvs regimen, inte vill gå in i eller anstifta några konflikter. Efter detta anförande blev det ett samtal mellan Muttaqi och professor Barakat. Ett samtal där flera punkter lades öppet på bordet, däribland frågor kring demokrati, kvinnor som tjänstemän, stängningen av skolor, banksystem och frysta tillgångar samt förhållningssättet till terrorism. Samtalet handlade också om Afghanistans regionala roll och hur regimen tänker där.